# 臭橙
臭橙（學名：Citrus sphaerocarpa），又稱香母酢，為芸香科柑橘属的一種常綠闊葉樹，其味道酸，比酢橘稍微大一些。
該水果在日本很受歡迎，是大分縣的特產，其汁液常被用來改善菜餚的味道，特別是煮熟的魚、生魚片和火鍋。

## 特徵
臭橙是柚子的近親品種，樹枝上有尖銳的刺。果實在綠色時採收，成熟後變黃。果肉呈黃白色，多汁且酸味濃厚。果汁可榨取食用。雖然臭橙的果實與青柚子外觀類似，但可透過大小的差異來區分。臭橙的果實重量約為100至150克，而青柚子則約為30至40克。此外，由於臭橙果頂部的雌蕊落下後會留下一個略微凸起的圓環，因此可以輕易地通過外觀來區分兩者。

## 由來
香橙的主要產地位於大分縣臼杵市，據傳說，江戶時代一位名叫宗源的醫生從京都帶回了苗木，並開始了該地的栽培。臼杵市擁有多數樹齡達200年的古樹，即使在2021年，仍然有樹齡約100年左右的古樹保存下來。在大分縣外並沒有這樣的古樹，因此大分縣一說被認為是香橙的原產地。

## 名稱
臭橙這個名字的由來尚不明確，文獻中能夠確認的記載也僅限於第二次世界大戰後。
代代橙的其中一個品種被稱為「カブチ」、「カブス」等。在平安時代的深根輔仁撰寫的《本草和名》中，曾對其記載有「枸櫞」、「和名加布知」等的記述，直到現代，從和歌山縣到三重縣的地區，仍將其稱為「かぶち」。此外，1603年（慶長8年）左右出版的《日葡辭書》中記載了葡萄牙語「Cabusu」，而在1709年（寶永6年）出版的貝原益軒的《大和本草》中也有有關「カブス」的記述，其名稱的由來被認為是因為「柑子」（かむし、かむす）的變音，或是因為乾燥的果皮被用來煙燻驅蚊。
在愛媛縣的部分地區，三寶柑被稱為「かぶす」，在大阪府的部分地區，文旦（橙子）被稱為「かぼそ」。然而，這些柑橘類的名稱與「臭橙」之間的關聯仍然不明確。

## 生產
截止於2018年，日本全國的總收穫量為5,460噸。按各都道府縣的收穫量來看，大分縣（5,400噸）、宮崎縣（25噸）、福岡縣（18噸）的順序中，大分縣是日本全國的主要產地，佔了99%的總收穫量。此外，臭橙有表年和裏年的區分，2009年作為表年的時候，大分縣的出貨量約為6,600噸，而2010年的出貨量約為4,200噸。在大分縣內，主要生產地包括臼杵市、竹田市、豐後大野市和國東市。出貨季節包括溫室種植（3月至7月），露地種植（8月至10月），而在10月中旬至2月期間則出貨冷藏產品。。

## 用途
臭橙果汁除了富含酸味外，還具有獨特的香氣，常被用作刺身或烤魚等料理的佐料，或者用於火鍋料理的蘸醬中，另外在大分縣，也常將少量果汁加入味噌湯、麵、燒酒等增添風味。此外，還有利用果汁或果肉製作的調味料、果汁、清涼飲料、冰品、點心、和果子、洋果子、酒類等加工產品進行銷售。。
在大分縣，也將以加入臭橙飼料養殖的鯛魚和比目魚命名為「臭橙鯛」和「臭橙比目魚」進行銷售。據說將臭橙添加到鯛魚等魚類的飼料中，由於臭橙中含有的多酚類物質的作用，可以長時間抑制魚片的變色和異味。

## 大分柑橘
2003年在大分舉辦的日本全國城市綠化博覽會上，以臭橙為原型的「柑橘小彈」選為吉祥物。博覽會結束後，由大分縣柑橘振興協會採用「大分柑橘」的吉祥物，並自2005年（平成17年）起擴展到了大分縣的地區振興整體。。
「大分柑橘」於2017年5月根據产品地理标志（GI）保護制度註冊為受保護對象。

## 外部連結
- 大分県カボス振興協議会 OITA KABOSU （页面存档备份，存于）